# Gold to Go
Gold to Go是一個由黄金超市经销公司（TG-Gold-Super-Markt）公司設計出來的產品，專門利用販賣機銷售純金的產品。第一台販賣純金的販賣機是設置於阿布達比酋长国宫殿酒店（Emirates Palace）的飯店大廳中，銷售至少320種商品，其中包含10公克的金條或是定製化的金幣。目前大約有20幾台的販賣機遍佈設立於三個大洲。第一個在美國的純金販賣機是在2010的十二月設置於佛罗里达州博卡拉顿（Boca Raton, Florida）。這家德國公司接下來還打算在四十多個全美國最高階的購物中心、旅館，再安裝這樣的販賣機。由於金價隨時波動，因此這台販賣機也自動上網主動的調整它的價錢，每十分鐘調整一次。